# Truth Is a Beautiful Thing
Truth Is a Beautiful Thing es el segundo álbum de estudio de la banda británica de indie pop London Grammar. Fue publicado el 9 de junio de 2017 por el sello Metal & Dust y Ministry of Sound.

## Producción
El álbum contó con la producción de Paul Epworth, Jon Hopkins y Greg Kurstin así como de la propia banda. Respecto a las letras de los temas, la vocalista Hannah Reid declaró para NME; «Tratan probablemente sobre la relación que tiene cada cual con uno  mismo, en lugar de con una determinada persona. Tratan de la relación de nosotros tres en los viajes en carretera, y hay mucho acerca del significado de la vida en general». El tema "Rooting for You" fue lanzado como sencillo principal del álbum el 1 de enero de 2017. Alcanzó el puesto 58 en la lista de singles del Reino Unido.  El segundo sencillo del álbum, " Big Picture ", fue lanzado el 1 de febrero de 2017, alcanzando el puesto 73. "Truth Is a Beautiful Thing" se lanzó como tercer sencillo el 24 de marzo de 2017. "Oh Woman, Oh Man" se lanzó como cuarto sencillo el 21 de abril de 2017, alcanzando el puesto 85 en la lista de singles del Reino Unido.

## Recepción
Truth Is a Beautiful Thing debutó en el número uno de la lista de álbumes del Reino Unido con ventas superiores a 40.000 copias la primera semana.

## Personal

### London Grammar
- Hannah Reid – Voz (todos los temas); Piano (temas 11 y 14)
- Daniel Rothman – Guitarra
- Dot Major – Batería (todos los temas); Piano (temas 1, 3, 5, 9 y 12); Rhodes (temas 6  y 10)

### Músicos adicionales
- Paul Epworth – Batería (temas 7 y 14)
- Greg Kurstin – Piano, Mellotron, Chamberlin, Orchestron, Roland Juno-60 (tema 10)
- Wil Malone – arreglos de cuerda (temas 1 y 5)
- Lucie Švehlová – concertmaster (tracks 1, 5)
- Orquesta Filarmónica de Praga - (tenas 1 y 5)

## Lista de canciones
Todas las canciones escritas y compuestas por Hannah Reid, Daniel Rothman and Dominic Major, except where noted. 
| N.º | Título                       | Duración |  |
| 1.  | «Rooting for You»            |          |  |
| 2.  | «Big Picture»                | 4:41     |  |
| 3.  | «Wild Eyed»                  | 4:28     |  |
| 4.  | «Oh Woman Oh Man»            | 4:37     |  |
| 5.  | «Hell to the Liars»          | 6:04     |  |
| 6.  | «Everyone Else»              | 4:05     |  |
| 7.  | «Non Believer»               | 4:17     |  |
| 8.  | «Bones of Ribbon»            | 4:34     |  |
| 9.  | «Who Am I»                   | 4:22     |  |
| 10. | «Leave the War with Me»      | 5:04     |  |
| 11. | «Truth Is a Beautiful Thing» | 5:07     |  |